# Yo decido. El tren de la libertad
Yo decido. El tren de la libertad (España 2014) es un documental filmado por 80 cineastas sobre la protesta más multitudinaria en España contra la reforma de la ley del aborto impulsada por el Ministro Ruíz-Gallardón y el Partido Popular, denominada El tren de la libertad. Entre las cineastas que crearon el Colectivo de mujeres cineastas contra la reforma de la ley del aborto están Icíar Bollaín, Georgina Cisquella, Isabel Coixet, Laura del Sol, Patricia Ferreira, Ángeles González-Sinde, Virginia Yagüe o Esther García, productora de El Deseo.
Montadoras: Teresa Font e Irlanda Tambascio. 
El estreno se realizó de manera simultánea en 90 ciudades españolas.

## Argumento
Tras años de avance en los derechos de la mujer, el nuevo Gobierno en el poder propone un anteproyecto de ley para restringir el derecho al aborto. Ante esta noticia, un pequeño grupo de mujeres asturianas (Mujeres por la Igualdad de Barredos y la Tertulia feminista Les Comadres) se moviliza provocando que cientos de miles de personas de todo el país se trasladen a Madrid en tren, juntándose en una multitudinaria manifestación y llegando incluso a otras capitales del mundo.
El documental recoge testimonios de mujeres que durante la transición pelearon por su derecho a decidir y que ahora se ven impulsadas a volver a hacerlo por sus hijas y nietas.

## Historia del proyecto

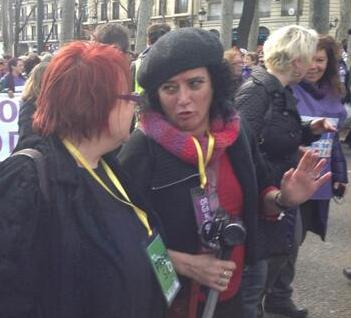
Georgina Cisquella en la Manifestación de El tren de la libertad

A propuesta de la crítica de cine Pilar Aguilar que contactó con algunas cineastas Chus Gutiérrez envió un mensaje a decenas de colegas de profesión 15 días antes de la manifestación del 1 de febrero de 2014. De inmediato empezaron a organizarse los equipos primero para filmar y posteriormente para organizar el material, preparar el montaje y lograr la financiación. 
La película fue financiada a través de micromecenazgo.

## Equipo

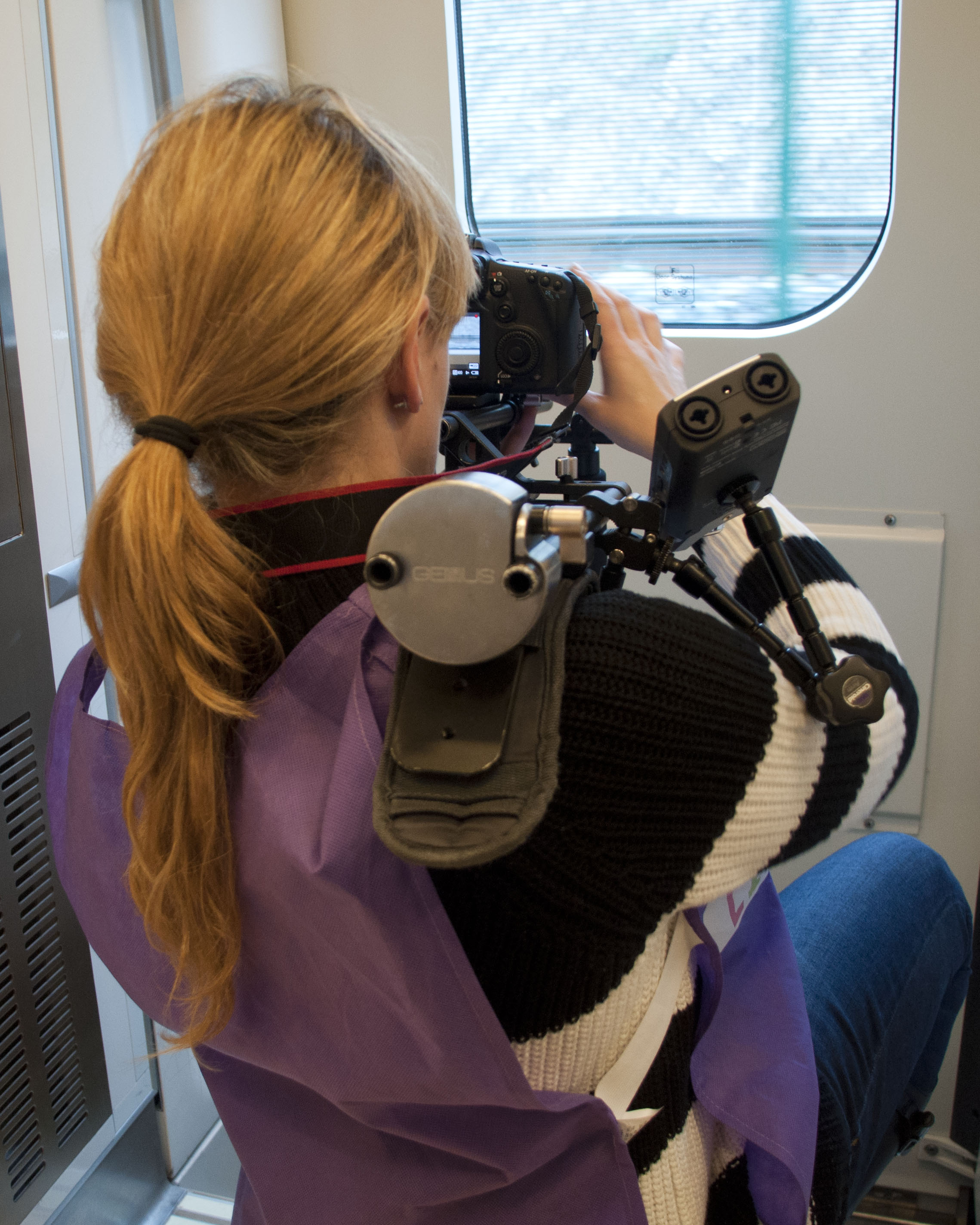

En el rodaje del documental participaron casi un centenar de cineastas que crearon el Colectivo de mujeres cineastas contra la reforma de la ley del aborto: